# Ludovisi-trón

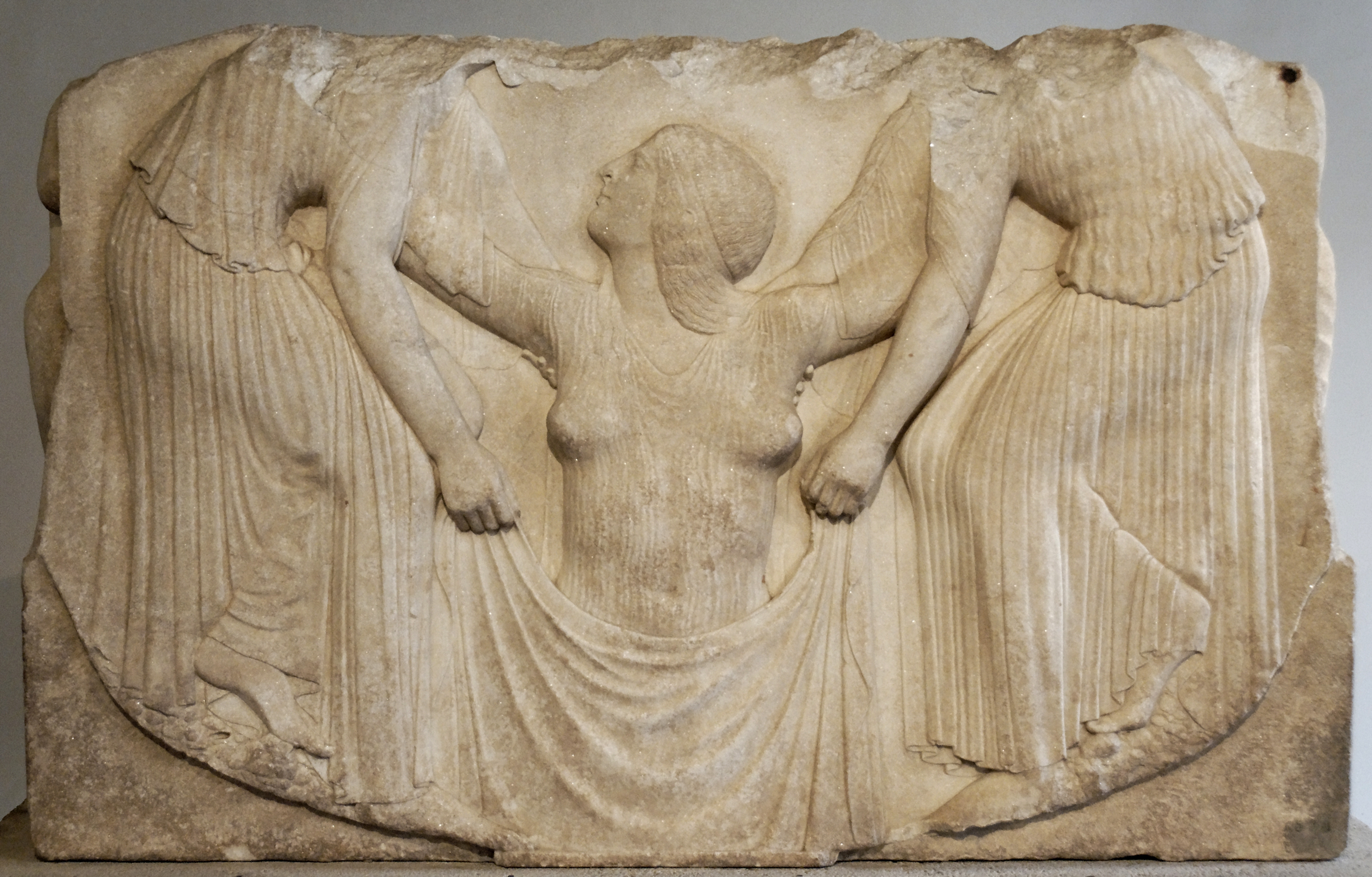

A Ludovisi-trón a kora-klasszikus kori görög szobrászat egyik híres főműve. Három oldalán reliefekkel díszített, nagyjából U alakú, thasosi márvány építészeti elem, talán egy oltártalapzat része. Származási helye vitatott és keletkezési idejével kapcsolatban is merültek fel kétségek. 1887-ben került napvilágra Rómában, a Villa Ludovisi kertjében. A Ludovisi család nehéz pénzügyi helyzete miatt 1894-ben az olasz államnak adta el, azóta a Római Nemzeti Múzeumban látható. Az első szakmai állásfoglalások Magna Graeciával, vagyis az ókorban görög kultúrájú Dél-Itáliával hozták összefüggésbe. Újabban polgárjogot nyert az a feltevés is, amely szerint az Égeikumból, a szó szoros értelmében vett Görögországból származik, esetleg éppen Thasos szigetéről, amelynek márványából készült. Mindkét esetben a Kr.e. 5. század első felébe, leginkább a Kr.e. 460-as évekre lehet helyezni, az ún. szigorú stílus korába, amely a görög művészet archaikus és klasszikus kora közti átmeneti időszaka.  
A Ludovisi-trón vélt párja az úgynevezett Bostoni trón, amelyet a Bostoni Szépművészeti Múzeumban őriznek. Ez 1894-ben bukkant fel a római műkincspiacon, röviddel azután, hogy a Ludovisi-trónt eladták. Edward Perry Warren műértő vásárolta meg és a bostoni múzeumnak ajándékozta. A két tömb rokonsága ma is vita tárgyát képezi, akárcsak a Bostoni trón eredetisége. Utóbbival kapcsolatban felvetették annak a lehetőségét is, hogy esetleg a korai római császárkorban (Kr.e. 1. - Kr.u. 1. század) készült, amikor nem volt ritka a korábbi korszakok, elsősorban éppen a Kr.e. 5. század művészetének imitálása, újragondolása. Felmerült azonban az is, hogy a "Bostoni trón", vagy éppen mindkét tárgy modern hamisítvány.  
A főoldal domborműve talán Aphrodité születését ábrázolja, a két oldalán a hórákkal, vagy más mitológiai epizódot. Az oldalsó domborműveken egy ruhátlan fuvoláslány és egy tömjénnel áldozó ruhás nő látható.     